# میستراس
میستراس یک شهر باستانی است که در نزدیکی اسپارت  قرار دارد.این شهر در قرن ۱۳ میلادی ساخته شده‌است و هم‌اکنون خرابه‌است.

## نگارخانه

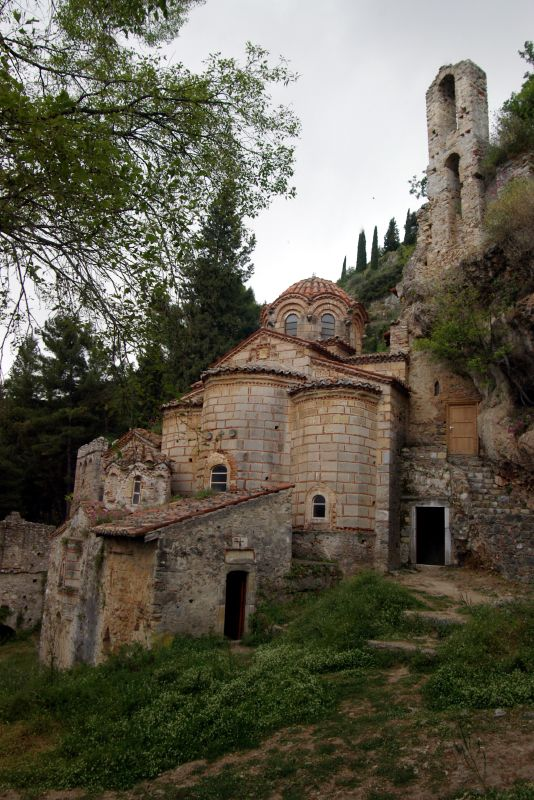
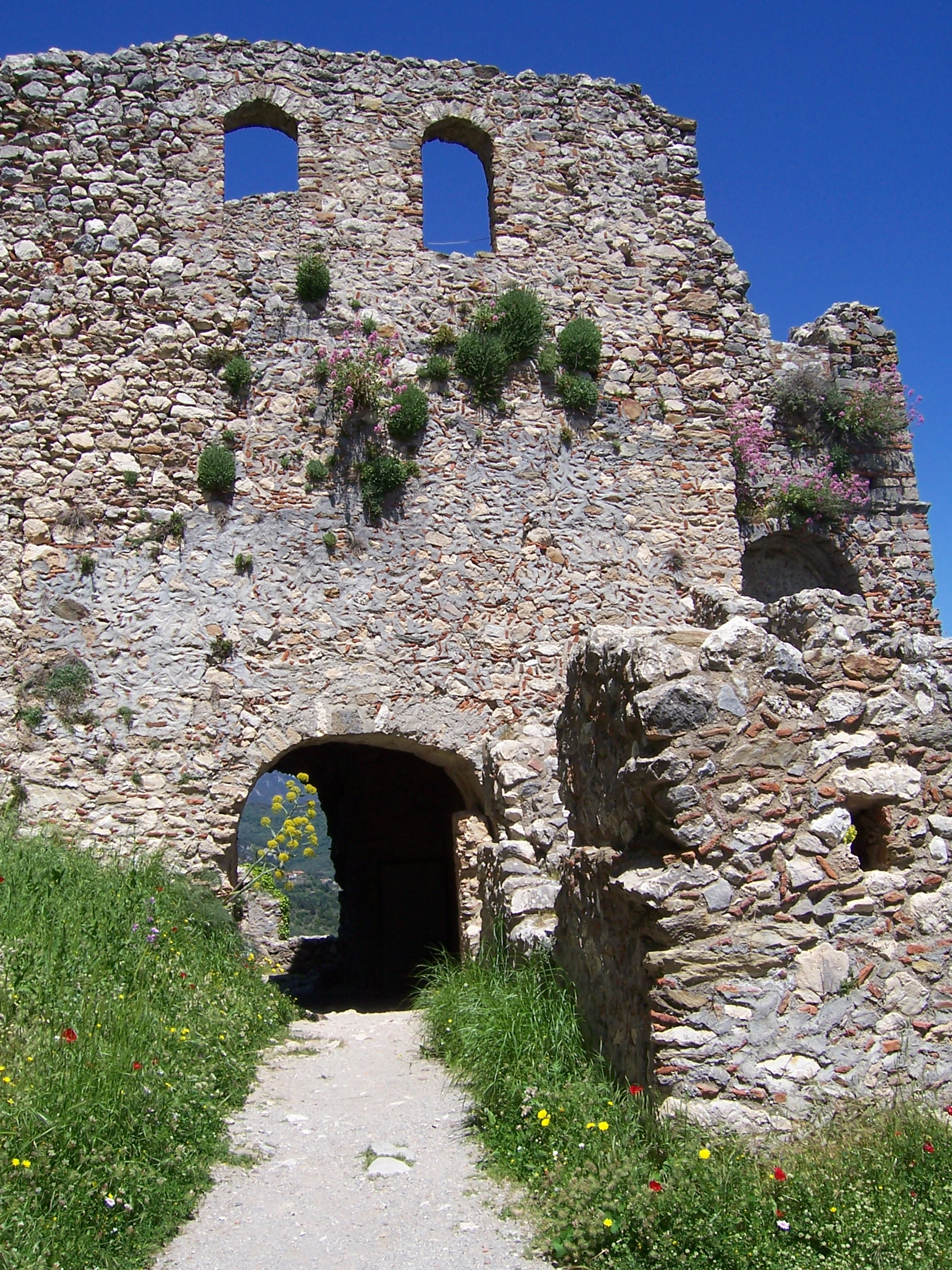
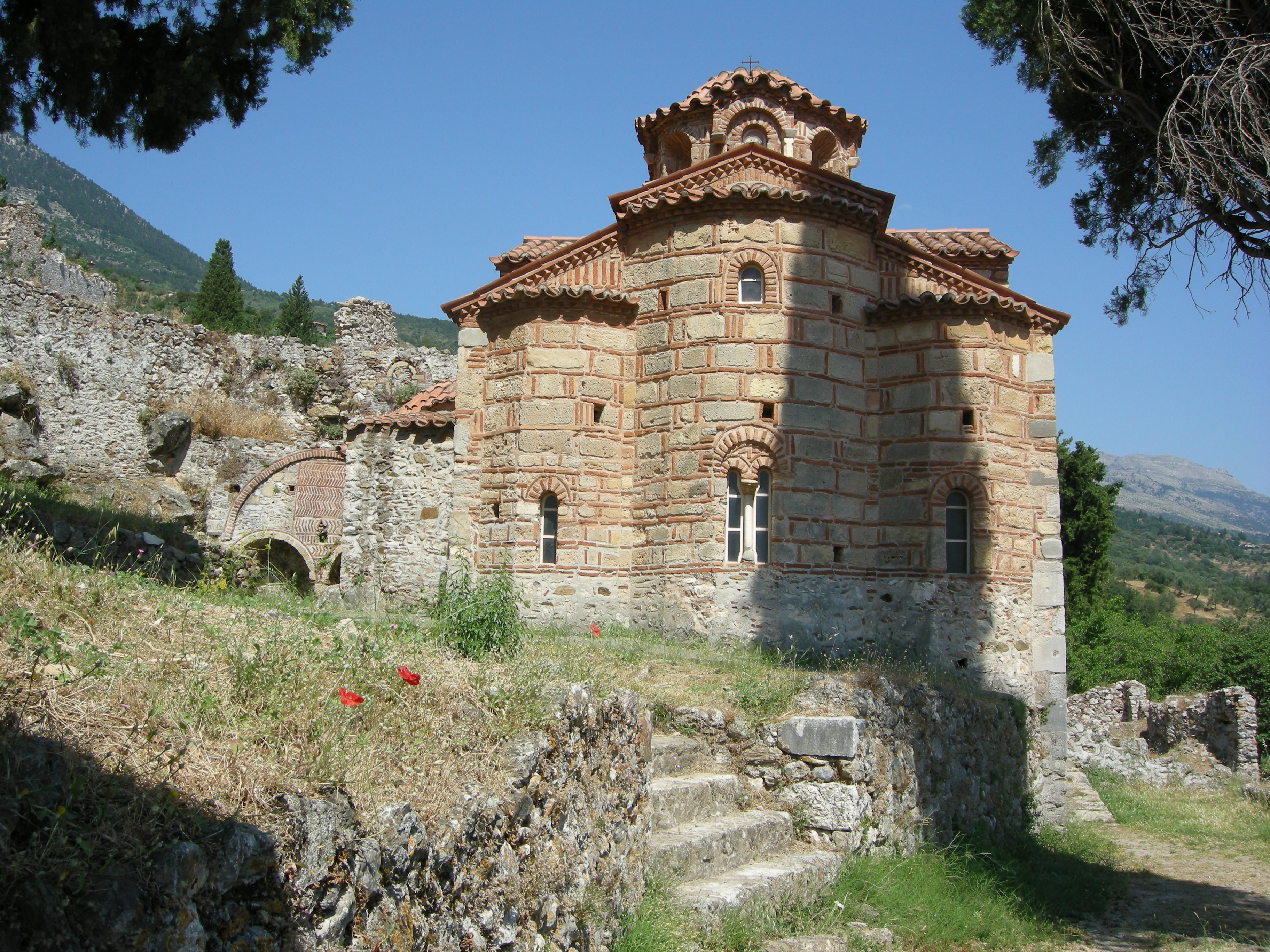
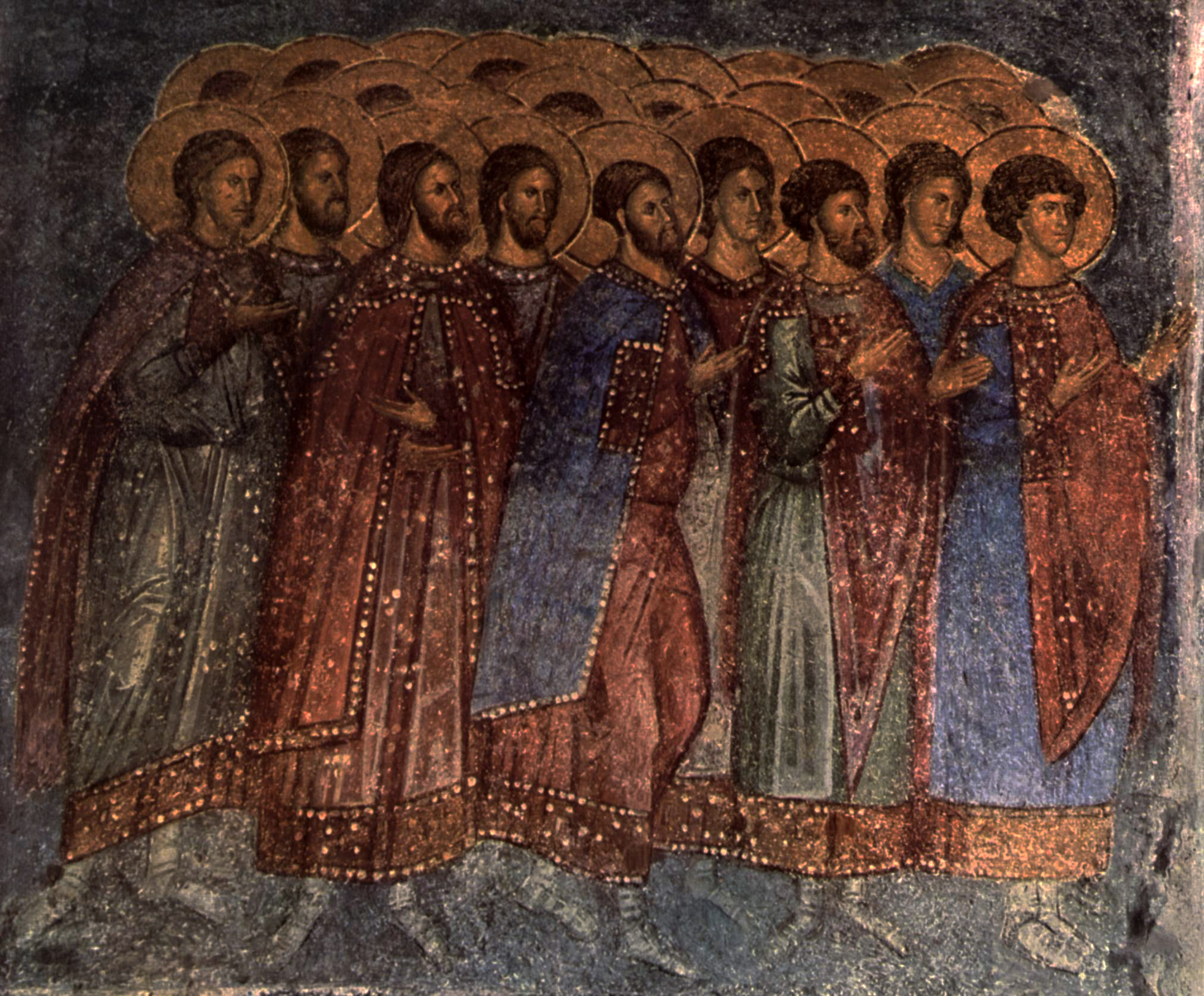
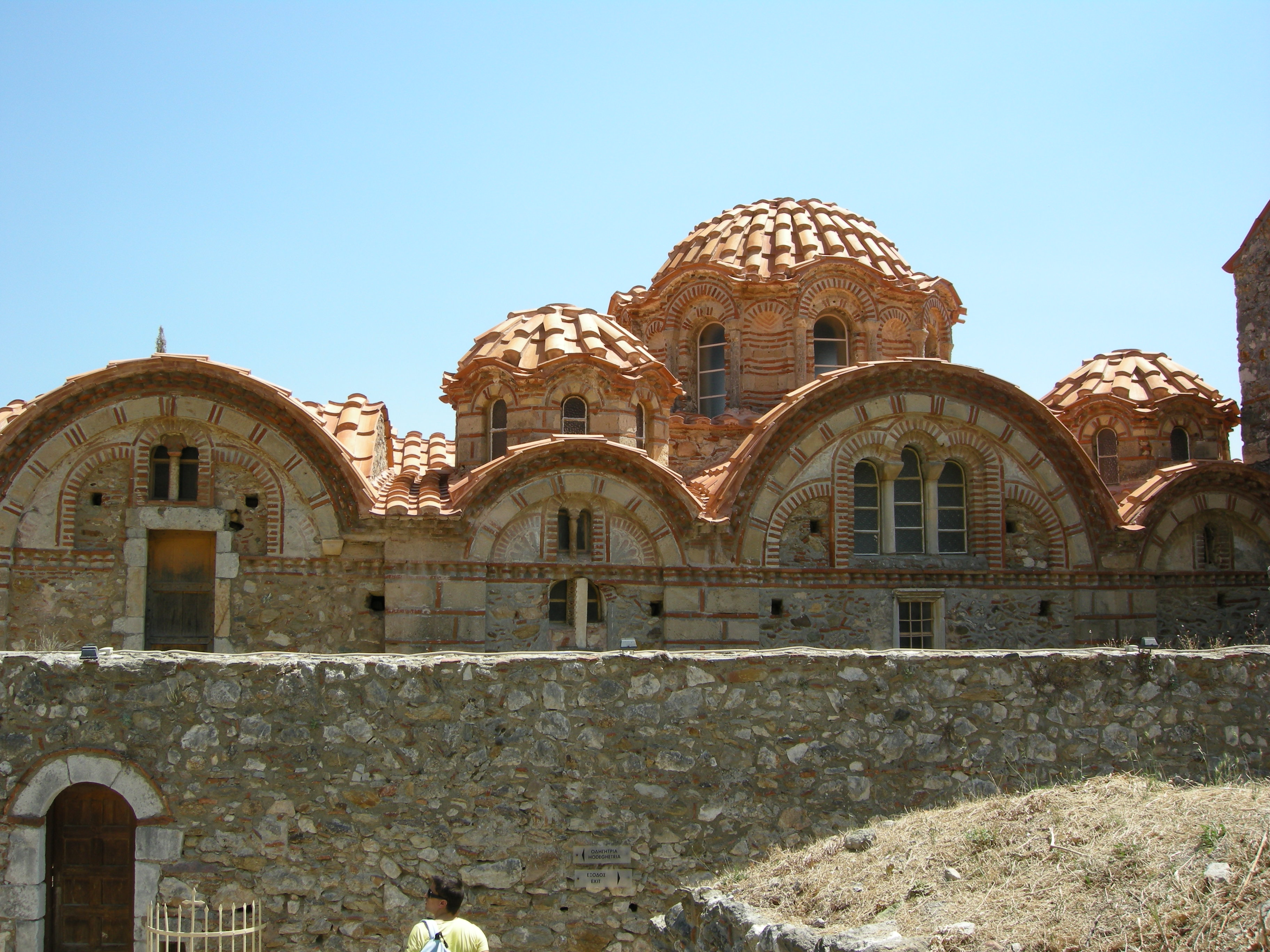
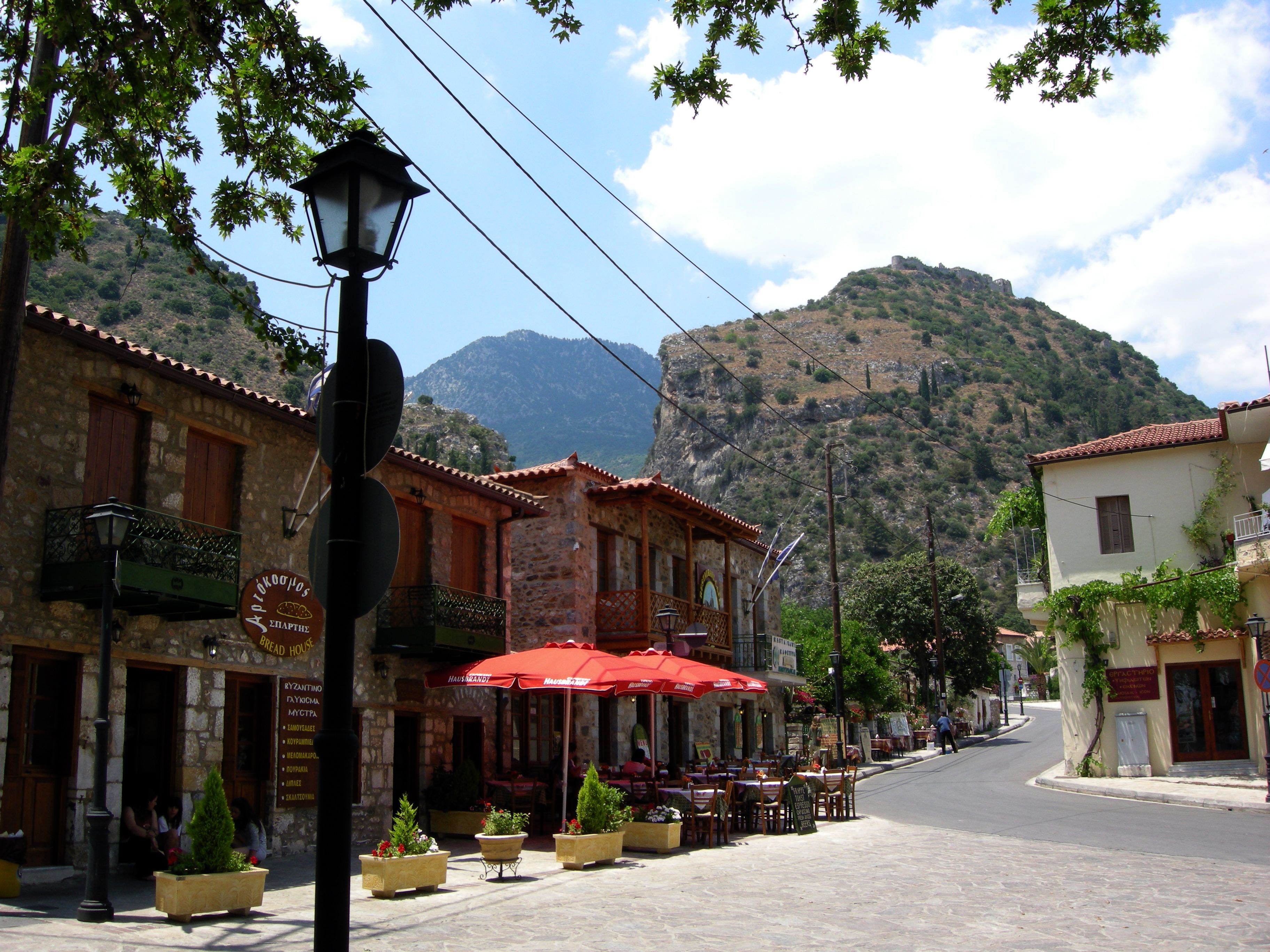
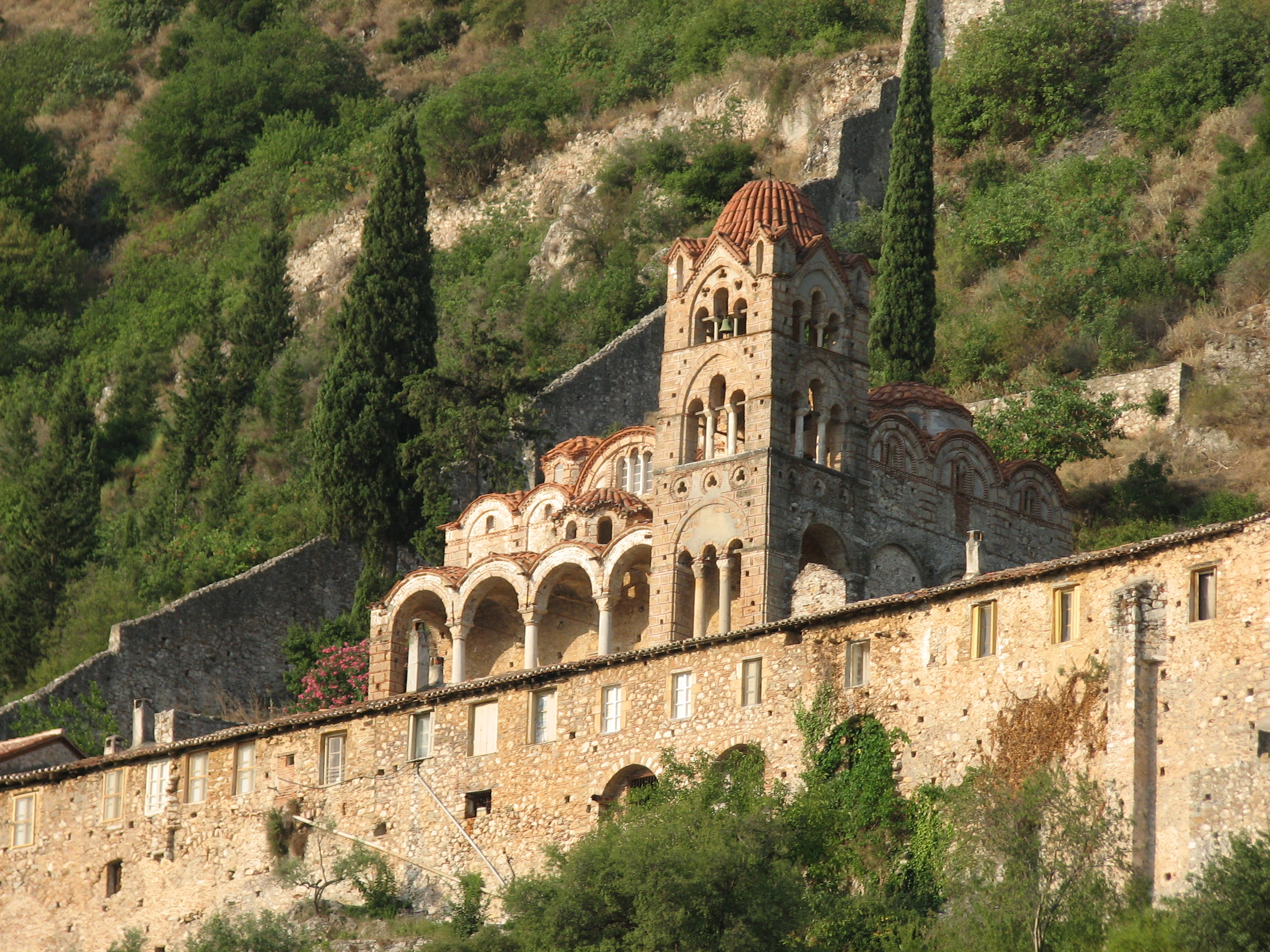
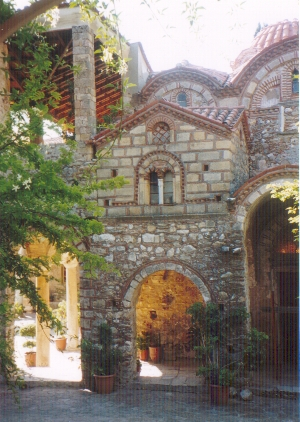